# Airspeed Cambridge
Ейрспід AS.45 Кембрідж (англ. Airspeed AS.45 Cambridge) — проєкт британського навчального літака часів Другої світової війни. Забезпечував відносно високу безпечність для екіпажу, але в серію не пішов.

## Історія
В 1939 році міністерство авіації видало специфікацію T.34/39 на створення навчального літака завершальної стадії навчання. Проєкт компанії Airspeed Ltd. AS.45 в цілому був схожим на прийнятий тоді ж на озброєння навчальний літак Miles Master, тому міністерство попередньо призначило літаку назву «Кембрідж» і замовила два прототипи.
Перший прототип піднявся в повітря 19 лютого 1941 року і незабаром почались випробування. В результаті випробувань було виявлено, що літак погано керується на малих швидкостях, а також максимальна швидкість дещо менша за розрахункову. В липні 1942 року командування вирішило не починати серійне виробництво літаків, з офіційним поясненням, що специфікація видавалась коли було побоювання в нестачі навчальних літаків Miles Master, чого не сталось. Також заводи Airspeed Ltd. в цей час були перевантажені замовленнями на Oxford і Horsa.

## Опис конструкції
Cambridge був типовим низькопланом тих часів, з шасі, яке прибиралось до середини, і радіальним двигуном повітряного охолодження Bristol Mercury VIII. Крила і хвіст були дерев'яними, окрім рухомих поверхонь, які покривались тканиною. На задній частині крила розміщувались елерони і закрилки, приблизно порівно поділивши крило. Фюзеляж був металевим з зміцненою структурою для захисту на випадок аварії. Також літак мав четверо дверей, по два з кожної сторони. Кабіна на двох мала максимальне засклення для покращення огляду.

## Тактико-технічні характеристики
Дані з Consice Guide to British Aircraft of World War II

### Технічні характеристики
- Екіпаж: 2 особи
- Довжина: 11,0 м
- Розмах крила: 12,8 м
- Площа крила: 26,94 м²
- Двигун: Bristol Mercury VIII
- Потужність: 730 к. с. (544 кВт.)

### Льотні характеристики
- Максимальна швидкість: 381 км/год (на висоті 4875 м.)
- Практична стеля: 7560 м
- Дальність польоту: 1095 км